# Południowy Grzbiet
Południowy Grzbiet – grzbiet obejmujący wzgórza i wzniesienia należące do Wzgórz Trzebnickich, znajdujące się na terenie Gminy Trzebnica i Gminy Wisznia Mała, a w niedużej części zachodniej także na terenie Gminy Oborniki Śląskie, w powiecie Trzebnickim, województwie dolnośląskim. Jego północno-zachodni kraniec znajduje się w okolicach miejscowości Borkowice. Dalej grzbiet przebiega łukiem w kierunku wschodnim sięgając miejscowości Brochocin.
Grzbiet położony jest w obrębie Wzgórz Trzebnickich, będących mezoregionem o identyfikatorze 318.44 (według regionalizacji fizycznogeograficznej opracowanej przez Jerzego Kondrackiego), należących do Wału Trzebnickiego (makroregion o indeksie 318.4). W ramach tych Wzgórz Trzebnickich wyróżnia się także mikroregion obejmujący Południowy Grzbiet – Grzbiet Trzebnicki (indeks 318.444).  
Południowy Grzbiet należy do Pasma Południowego wymienionych wzgórz wraz z między innymi z położonymi na zachód od grzbietu Lesistymi Wzgórzami. Od Pasma Północnego jest ono oddzielone między innymi Doliną Wilczą. W ramach tego grzbietu znajduje się szereg wierzchołków, w tym między innymi Dolnośląski Szczyt ( 226,0 m n.p.m.), Wiszniak ( 247,0 m n.p.m.), Brochocińska Góra ( 220,0 m n.p.m.), oraz inne obiekty fizycznogeograficzne, takie jak na przykład Wielkie Urwisko wraz z grupą innych, mniejszych urwisk, wąwozów, jarów i szczelin przy północnej krawędzi grzbietu. Zagospodarowanie grzbietu to głównie użytki rolne, w tym pola i łąki, a w części północnej sady, tzw. Sady Trzebnickie, oraz występujące niewielkie lasy i zadrzewienia śródpolne. W okolicach miejscowości Wysoki Kościół i Machnice przecięty jest drogą ekspresową numer S5. Przez różne części grzbietu wytyczono szlaki turystyczne, w tym piesze i szlaki rowerowe oraz konne.